# サボテンの花 (曲)
『サボテンの花』（サボテンのはな）は、チューリップの曲。最初のシングルは1975年2月5日に発売された（通算8枚目）。作詞・作曲は財津和夫で、財津のソロによるセルフカバーでも知られる。

## 楽曲解説
財津によると、福岡の実家に帰ったときに母親が育てていたサボテンの花に感動したのが本曲の原点で、歌詞は前年の1974年にヒットした山本コウタローとウィークエンドの『岬めぐり』を参考にして「アンサーソングのつもり」で作詞した。
本曲はまた、財津自身の失恋体験が元になっており、当時付き合っていた女性が財津の家で靴下などを洗濯していたことなど、その時の光景を思い出して作ったが、この曲の歌詞全てが実話ではないという。この曲の最後を「ラララ…」という形にしたのは、失恋の曲の中にあっても希望を残すためであり、「恋人に去られてしまっても、春が来たら自分も再生し、自分も再び歩き出す」という意味を付けるため、広い空をイメージしたものだと述べている。
レコーディングの際、1番の歌詞「窓に溶けてゆく」を「窓に降りそそぐ」と間違って歌ってしまったが、その間違いに関係者の誰も気づかないままレコーディングが終わり、そのまま発売されたという逸話がある。財津は「歌詞カードがおかしいと思ったら、自分が間違っていた」と後になってから気づいたという。

### 「ひとつ屋根の下」主題歌
本曲は、フジテレビ系ドラマ『ひとつ屋根の下』の主題歌に使用され、シングル発売から18年が経った1993年にリバイバルヒットした（1975年当時もオリコンTOP20にはランクインしている）。もっとも、ドラマではオリジナルの「サボテンの花」は使われておらず、財津のソロ名義によるセルフカバーが「サボテンの花〜ひとつ屋根の下より〜」のタイトルで主題歌として使用されている。
その年、4月12日にドラマの放送が開始されると、まず4月21日に日本コロムビアから財津のセルフカバー・アルバム『Z氏の悪い趣味』からのシングルカット盤が発売され、4月28日にパイオニアLDCから『サボテンの花〜ひとつ屋根の下より〜』のシングルが、5月7日に東芝EMIからオリジナルの『サボテンの花』が次々と発売され、3つのレコード会社から別々の音源で同じ曲のシングルが相次いで発売される事態となった。
1997年放送のドラマ続編『ひとつ屋根の下2』ではチューリップによる「サボテンの花」が主題歌となっているが、こちらもオリジナルではなく、同年のチューリップ再結成時に再録音されたものである。

## チューリップのシングル

### 1975年盤シングル（オリジナル）
1975年2月5日に、チューリップの通算8枚目のシングルとして発売された。同年4月5日発表のアルバム『無限軌道』からの先行シングルである。B面は、1974年のアルバム『ぼくがつくった愛のうた』からのシングルカットである。

#### 収録曲（1975年盤）
1. サボテンの花
作詞・作曲：財津和夫、編曲：チューリップ
2. なくした言葉
作詞：財津和夫、作曲：姫野達也、編曲：青木望・チューリップ

### 1997年盤シングル
1997年の再結成時のタイミングとテレビドラマ『ひとつ屋根の下2』の放映時期が重なり、チューリップによるセルフカバー・バージョンが主題歌として採用された。
チューリップとしては初めての8センチCDであり、セルフカバー・アルバム『We believe in Magic』からの先行シングルとして同年4月9日に発売された。

#### 収録曲（1997年盤）
全作詞・作曲：財津和夫、編曲：チューリップ
1. サボテンの花
2. サボテンの花（オリジナル・カラオケ）

## 財津和夫のセルフカバー
財津和夫は本曲をたびたびセルフカバーしている。ディスク収録されたものには以下が挙げられる。
- アルバム『Z氏の悪い趣味』（1987年） - 同作収録のバージョンは2度シングルカットされている。
  - 『ラブ・ストーリーを君に』B面（1988年） - 表題曲も同作からのシングルカット
  - 『サボテンの花』（1993年） - 後述
- アルバム『CALL』（1992年）
- シングル『サボテンの花〜ひとつ屋根の下より〜』（1993年） - 後述
- シングル『サボテンの花』（1996年） - 後述
- アルバム『サボテンの花〜grown up〜』（2004年）

### 1987年録音・1993年シングルカット盤
シングル『サボテンの花〜ひとつ屋根の下より〜』より1週間先駆けてリリースされ、セルフカバーアルバム『Z氏の悪い趣味』のバージョンが収録されている。
カップリング曲の「青春の影 ('90 Version)」は、1990年に発売されたシングル「Dream With You」に収録されているバージョンである。

#### 収録曲（1987/1993年盤）
全作詞・作曲：財津和夫
1. サボテンの花 ('87 Version)
編曲：京田誠一
2. 青春の影 ('90 Version)
編曲：笹路正徳（リズム・アレンジ）、椎名和夫（オーケストラル・アレンジ）

### サボテンの花〜ひとつ屋根の下より〜（1993年）
シングル『サボテンの花〜ひとつ屋根の下より〜』（サボテンのはな ひとつやねのしたより）は、1993年4月28日に発売された。財津の通算11枚目のシングル（前述のシングルカットは含まない）である。　
本シングル収録バージョンは、先行して発表されたアルバム収録のいずれのバージョンともアレンジが異なっている。どちらかというと、1975年に発売されたオリジナルのアレンジに近い。
フジテレビ系ドラマ『ひとつ屋根の下』主題歌に使用され、ドラマが高視聴率だったこともあり、60万枚以上の売り上げを記録した。財津のソロとしては、「Wake Up」（1979年）以来のヒット曲である。

#### 収録曲（ひとつ屋根の下より）
全作詞・作曲・編曲：財津和夫
1. サボテンの花〜ひとつ屋根の下より〜
2. しわくちゃのスーツ
3. サボテンの花〜ひとつ屋根の下より〜（オリジナル・カラオケ）

### 1996年盤シングル
宝焼酎「純レジェンド」のTV-CFイメージソングに選ばれ、それに合わせて発売されたバージョンである。CMには財津が原田知世と共に出演していた。
イントロなしのアカペラで楽曲が始まるなど、3年前のリバイバルヒット時のバージョンとは若干異なる。カップリング「Weekday love woman」共々オリジナル・アルバムには未収録となっている。
なお、このシングルを最後に、財津はパイオニアLDCを離れた。

#### 収録曲（1996年盤）
全作詞・作曲・編曲：財津和夫
1. サボテンの花
2. Weekday love woman
3. サボテンの花（Original Karaoke）
4. Weekday love woman（Original Karaoke）

### CMでの使用
前述の他、「ひとつ屋根の下より」バージョンが後年、以下のCMで使用されている。
- 2013年、トヨタCM「実写版ドラえもん」（のび太の籠屋篇）にタイアップされた。
- 2019年9月3日より、テレビCMのサントリー・カフェ・ド・ボス「老舗」篇[6]のCMソングに採用された。

## その他の主なカバー
- ジョージ・ラム 『抉擇』（1979年。広東語歌詞によるカバーでタイトルは「快樂苗」）
- 当山ひとみ 『Heart Full Of L.A. Mind』(1982年）
- アラン・タム 『自選角度』（2000年。広東語歌詞によるカバーでタイトルは「親愛是疼」）
- 伊藤秀志 『御訛り』（2003年。「サボテンの花 ZuZuバージョン」として収録）
- MOOMIN 『Adapt』（2006年）
- 舟木一夫 『昭和おとなカヴァーII』（2008年。翌年『エンカのチカラ -GOLD 70's-』に再収録）
- 森山良子 『春夏秋冬』（2008年）
- 中西保志 『メロディーズ』（2009年）
- 高野千恵 『Winter Collection』（2009年）
- 中谷優心 『20』(2015年）
- 江蕙    『紅線 - Red』(2016年。台湾語歌詞によるカバーでタイトルは「幸福的小站」[7]）
- 城南海 『ユキマチヅキ』（2017年）
- 豊崎愛生 『AT living』[8]（2018年）

## 備考
西鉄宮地岳線（現・貝塚線）では、香椎花園前駅や貝塚駅などに到着する際、車内メロディとして「心の旅」とともにオルゴール版で使用されていた。旧宮地岳線西鉄新宮駅以北廃線後は同駅終着時にも使われていた。